# Григор Христов
Григор Христов е български военен. 

## Биография
Роден е в 1869 година в Шумен. Завършва Военно училище. В 1912 година в Балканската война като капитан командва 14-а воденска дружина на Македоно-одринското опълчение. Ранен е в Междусъюзническата война на 8 юли 1913 година.